# Liberias countyn
Liberia delas i 15 countyn. Dessa kallas ibland län eller regioner. Invånarna i varje county utser två representanter som ska representera dem i landets senat för en period om nio år. Landets counties styrs av statliga ämbetsmän, undantaget huvudstaden som styrs direkt av regeringen. Ämbetsmännen utses direkt av presidenten.
Liberias counties är i sin tur indelade i administrativa distrikt. Uppgifterna om hur många dessa är skiljer sig åt från 90 till 160 administrativa distrikt.
| Nr | County           | Huvudstad    | Folkmängd (2022) |
| -- | ---------------- | ------------ | ---------------- |
| 1  | Bomi             | Tubmanburg   | 133 705          |
| 2  | Bong             | Gbarnga      | 467 561          |
| 3  | Gbarpolu         | Bopolu       | 95 995           |
| 4  | Grand Bassa      | Buchanan     | 293 689          |
| 5  | Grand Cape Mount | Robertsport  | 178 867          |
| 6  | Grand Gedeh      | Zwedru       | 216 692          |
| 7  | Grand Kru        | Barclayville | 109 342          |
| 8  | Lofa             | Voinjama     | 367 376          |
| 9  | Margibi          | Kakata       | 304 946          |
| 10 | Maryland         | Harper       | 172 587          |
| 11 | Montserrado      | Bensonville  | 1 920 965        |
| 12 | Nimba            | Sanniquellie | 621 841          |
| 13 | River Cess       | River Cess   | 90 819           |
| 14 | River Gee        | Fish Town    | 124 653          |
| 15 | Sinoe            | Greenville   | 151 149          |